# Snapcal
SnapCal（スナップカル）は、インフォテリア株式会社の開発するiPhone/Android用予定表ソフトウェアで、Facebook、Evernote、Twitter、Google カレンダーなど他社の提供するパーソナルクラウドとの連携を特徴とする。

## 概要
SnapCal（スナップカル）は、2010年3月に発売されたTwitCal（Twitter対応カレンダーアプリ）を、EvernoteやGoogleカレンダーに対応させたことで改名、バージョンアップして2010年10月に提供が始まったものである。Facebook連携では、Facebookの「友達」の誕生日や出席するイベントを画像付きでカレンダーに取り込むことができる。Evernote連携では、Evernoteに入力されているイベント情報の中から、日時情報や場所情報を自動的に抽出してカレンダーに入力することができる。Twitter連携では、カレンダー情報をTwitterにツイートしたり、ツイートされたイベント情報をカレンダーに取り込んだりすることができる。Googleカレンダー連携では、双方向の同期が可能である。
2011年11月、SnapCalがシャープ製「GALAPAGOS」に標準搭載されることが発表された。
「SnapCal」の名称は、Evernote社CEOのPhil Libin氏が命名したとされる。

## 参照
1. ↑  カレンダーアプリ「SnapCal for Android」シャープ製メディアタブレット「GALAPAGOS」に標準搭載
2. ↑  クラウド、クラウド、クラウド！（笑門来福Official）